# Surry County (North Carolina)
Surry County ist ein County im Bundesstaat North Carolina der Vereinigten Staaten. Der Verwaltungssitz (County Seat) ist Dobson, das nach dem Richter William Dobson benannt wurde oder nach William P. Dobson, einem Mitglied der Generalversammlung.

## Geographie
Das County liegt im Nordwesten von North Carolina, grenzt im Norden an Virginia und hat eine Fläche von 1393 Quadratkilometern, wovon 3 Quadratkilometer Wasserfläche sind. Es grenzt im Uhrzeigersinn an folgende Countys: Stokes County, Forsyth County, Yadkin County, Wilkes County und Alleghany County.
Surry County ist in 15 Townships aufgeteilt: Bryan, Dobson, Eldora, Elkin, Franklin, Long Hill, Marsh, Mount Airy, Pilot, Rockford, Shoals, Siloam, South Westfield, Stewarts Creek und Westfield.

## Geschichte
Surry County wurde 1770 aus Teilen des Rowan County gebildet. Benannt wurde es nach dem gleichnamigen County in England, dem Geburtsort von William Tryon, dem Gouverneur von North Carolina von 1765 bis 1771.
22 Bauwerke und Stätten des Countys sind insgesamt im National Register of Historic Places eingetragen (Stand 16. März 2018).

## Demografische Daten
Nach der Volkszählung im Jahr 2000 lebten im Surry County 71.219 Menschen in 28.408 Haushalten und 20.482 Familien. Die Bevölkerungsdichte betrug 51 Einwohner pro Quadratkilometer. Ethnisch betrachtet setzte sich die Bevölkerung zusammen aus 90,40 Prozent Weißen, 4,16 Prozent Afroamerikanern, 0,23 Prozent amerikanischen Ureinwohnern, 0,57 Prozent Asiaten, 0,04 Prozent Bewohnern aus dem pazifischen Inselraum und 3,45 Prozent aus anderen ethnischen Gruppen; 1,15 Prozent stammten von zwei oder mehr Ethnien ab. 6,49 Prozent der Bevölkerung waren spanischer oder lateinamerikanischer Abstammung.
Von den 28.408 Haushalten hatten 30,8 Prozent Kinder unter 18 Jahren, die bei ihnen lebten. 58,4 Prozent davon waren verheiratete, zusammenlebende Paare, 9,7 Prozent waren allein erziehende Mütter und 27,9 Prozent waren keine Familien. 25,0 Prozent waren Singlehaushalte und in 11,7 Prozent lebten Menschen mit 65 Jahren oder älter. Die Durchschnittshaushaltsgröße betrug 2,46 und die durchschnittliche Familiengröße war 2,92 Personen.
23,6 Prozent der Bevölkerung waren unter 18 Jahre alt. 7,9 Prozent zwischen 18 und 24 Jahre, 29,0 Prozent zwischen 25 und 44 Jahre, 24,1 Prozent zwischen 45 und 64, und 15,4 Prozent waren 65 Jahre alt oder Älter. Das Durchschnittsalter betrug 38 Jahre. Auf alle weibliche Personen kamen 95,7 männliche Personen. Auf alle Frauen im Alter von 18 Jahren oder darüber kamen 92,2 Männer.
Das jährliche Durchschnittseinkommen eines Haushalts betrug 33.046 $ und das jährliche Durchschnittseinkommen einer Familie betrug 38.902 $. Männer hatten ein durchschnittliches Einkommen von 27.854 $ gegenüber den Frauen mit 20.556 $. Das Prokopfeinkommen betrug 17.722 $. 12,4 Prozent der Bevölkerung und 9,1 Prozent der Familien lebten unterhalb der Armutsgrenze. 15,0 Prozent von ihnen sind Kinder und Jugendliche unter 18 Jahre und 17,4 Prozent sind 65 Jahre oder älter.